# Mississippi-Express
Mississippi-Express (Originaltitel: Rock Island Trail) ist ein US-amerikanischer Western aus dem Jahr 1950 von Joseph Kane mit Forrest Tucker und Adele Mara in den Hauptrollen. Der Film wurde von Republic Pictures produziert und basiert auf dem 1933 veröffentlichten Roman A Yankee Dared: A Romance of Our Railroads von Frank J. Nevins.

## Handlung
Constance Strong und Annabelle Marsh sind mit der Postkutsche unterwegs und unterhalten sich über den Wettkampf zwischen einer Eisenbahnlinie, einer Dampfschiffsgesellschaft und einem Postkutschenbetreiber um einen Vertrag zur Postbeförderung. Constance und Annabelle erreichen ihr Ziel, die Stadt Rock Island am Mississippi, und werden von Red Loomis, dem Ingenieur der Chicago and Rock Island Rail Lines in Empfang genommen. Obwohl Constance mit dem Dampfschiffbesitzer Kirby Morrow liiert ist, unternimmt sie einen Spaziergang mit Loomis.
Ein Mechaniker informiert Loomis, dass zwei Männer versucht haben, ihn zu bestechen. Er sollte das Schiff sabotieren, damit Morrow den Wettkampf verliert. Loomis sucht aufgebracht Morrow auf, der auf seinem Anwesen ein Fest gibt. Morrow fordert seinen Kontrahenten zu einem Duell, wird aber darauf aufmerksam gemacht, dass Duelle in Illinois verboten seien. Morrow lädt Loomis ein, mit seinem Schiff Illinois zu verlassen, um das Duell woanders stattfinden zu lassen.
Morrows Dampfschiff legt an einer Stadt in einem anderen Staat an. Morrow und Loomis betreten einen Saloon und gönnen sich einen Drink. Morrow überlässt Loomis die Wahl der Waffen, der sich für Wischmopps entscheidet. Beide bekämpfen sich mit den nassen Mopps, bis sie nur noch zersplitterte Schäfte in den Händen halten. Sie einigen sich auf ein Unentschieden. Sie kehren nach Rock Island zurück, denn am nächsten Tag soll der Wettkampf stattfinden. Diesen gewinnt Loomis mit seiner Eisenbahn deutlich. David Strong, Constances Vater, richtet eine Siegesfeier aus. Hier beendet Constance ihre Beziehung zu Morrow und wendet sich Loomis zu, den sie beabsichtigt zu heiraten.
Auf einer Eisenbahnfahrt lernt Constance Aleeta kennen, die erklärt, die Enkelin des indianischen Friedensstifters Keokuk zu sein. Der Zug erreicht das Ende der Strecke. Aleeta, nun indianisch gekleidet, wird von einigen Kriegern in Empfang genommen. Unterdessen hat Morrow ein Boot, das Sprengstoff für Loomis Arbeiter transportiert, in Brand stecken lassen. Das Boot explodiert und zerstört eine gerade gebaute Brücke über den Mississippi. Morrow wird wegen Brandstiftung angeklagt.
Loomis begegnet Aleeta, die ihm die Hilfe ihrer Krieger verspricht. Ihren Verführungsversuch widersteht er. Später sieht sie, wie Morrow Loomis verfolgt und dessen Pferd erschießt. Aleeta gibt Loomis eines ihrer Pferde, damit er seinem Verfolger entkommen kann. Als Morrows Männer das Eisenbahnerlager überfallen, kommen Aleeta und ihre Krieger den Arbeitern zu Hilfe. In dem folgenden Kampf wird Aleeta getötet. Zum Schluss gibt Loomis Constances Werben nach und heiratet sie.

## Produktion

### Hintergrund
Gedreht wurde der Film von Ende September bis Mitte Oktober 1949 in McAlester in Oklahoma sowie in den Republic-Studios in North Hollywood.

### Stab
Tyrus Wong oblag die künstlerische Leitung. George Milo und John McCarthy Jr. waren für das Szenenbild zuständig, Adele Palmer für die Kostüme. Die Brüder Theodore und Howard Lydecker waren für die Spezialeffekte verantwortlich.

### Besetzung
In kleinen nicht im Abspann erwähnten Nebenrollen traten Richard Alexander, Rudy Bowman, Steve Darrell, James Flavin und Jack Pennick auf.

## Synchronisation
Die deutsche Synchronfassung entstand im Auftrag der Elite Film Franz Schröder GmbH in Berlin unter der Dialogregie von Peter Elsholtz. Das Dialogbuch schrieb Karin Vielmetter.
| Rolle            | Schauspieler      | Deutscher Synchronsprecher |
| ---------------- | ----------------- | -------------------------- |
| Reed Loomis      | Forrest Tucker    | Axel Monjé                 |
| Constance Strong | Adele Mara        | Bettina Schön              |
| Aleeta           | Adrian Booth      | Friedel Schuster           |
| Kirby Morrow     | Bruce Cabot       | Wolfgang Lukschy           |
| Sarah Calbern    | Marjorie Rambeau  | Sonja Deutsch              |
| Ed               | Edgar Buchanan    | Alexander Herzog           |
| Dr. Palmer       | Leon Ames         | Gerd Holtenau              |
| Mrs. Purcell     | Dorothy Comingore | Marina Krogull             |
| Mr. Reardon      | Art Baker         | Eric Vaessen               |
| Mrs. Logan       | Isabel Randolph   | Luise Lunow                |
| Reporter         | Arthur Space      | Mathias Einert             |

Anmerkung: Die kursiv geschriebenen Namen sind Rollen und Darsteller, die nicht im Abspann erwähnt wurden.

## Veröffentlichung
Die Premiere des Films fand am 27. April 1950 in Davenport (Iowa) und Rock Island (Illinois) statt. Der allgemeine Kinostart in den USA erfolgte am 18. Mai 1950. In der Bundesrepublik Deutschland kam er am 15. Dezember 1950 in die Kinos, in Österreich am 25. Dezember 1951.

## Kritiken
Das Lexikon des internationalen Films schrieb: „Durchschnittlicher Western.“
Der Kritiker der The New York Times notierte, der Film sei eine der unfreiwillig lustigsten Pferdeopern. Die Dialoge seien voll von unbezahlbaren Klischees, die Darstellungen großspurig.